# Siekierzyn (powiat jarociński)
Siekierzyn – osada w Polsce położona w województwie wielkopolskim, w powiecie jarocińskim, w gminie Żerków. Miejscowość wchodzi w skład sołectwa Antonin.
W latach 1975–1998 miejscowość administracyjnie należała do województwa kaliskiego.
Obecnie osada jest niezamieszkana. Ostatnią jej zabudową były ruiny budynku gospodarczego.